# Péterfi József
Kibédi Péterfi József (Sóvárad, 1796. március 29. – Marosvásárhely, 1873. július 11.) református esperes-lelkész.

## Élete
Péterfi László református lelkész és Csurgó Juliánna fia. Még 23 éves nem volt, mikor az akkori tanárok ajánlatára a marosvásárhelyi egyház megválasztotta lelkészének. Papi állását azonban csak egy évvel később töltötte be, mert előbb a teológiai ismereteit szerette volna bővíteni.  A magyarországi és erdélyi diákok hagyományos peregrinációs iránya  Németország, Svájc és Hollandia lett volna, mégis a bécsi egyetemen töltött el egy évet, ugyanis „a külföldre mehetés akadályozva volt”. Péterfi 54 évig töltötte be papi állását. 1837-ben a fogarasi egyház hívta meg, ő elfogadta, a gyülekezéséből kibúcsúzott, de hallgatóinak kérésére helyben maradt és újra beköszöntött.
1848-ban a marosvásárhelyi nemzetőrség az elsők között, már április közepén megalakult, és Péterfi 1848-ban elsőként jelentkezett a nemzetőrségbe. és közzétette a „Felszólítás Marosvásárhely hű polgáraihoz” kiáltványt.  1867. március 17-i beszédét is kinyomtattatta: „Egyházi beszéd, mondotta Magyarország alkotmányának visszaállításakor”
A marosi egyházmegye 1849-ben jegyzővé, 1850-ben esperessé választotta. A halálát megelőző évben egyháza, saját kérelmére, egész fizetéssel nyugalmazta.
Számos egyházi beszéde jelent meg különböző gyűjteményekben (Erdélyi Protestáns Egyházi Tárban (1847), a Salamon erdélyi Prédikátori Tárában, Szász és Demeter ugyanazon című gyűjteményébe, Kovács Albert Egyházi Reformjában (1873), Szász Gerő és Domokos Prédikátori Tárában), és maradt kéziratban a fiára, Péterfi József marosvásárhelyi orvosra, de munkái között szerepel az „Útmutatás a deák nyelv tanulására. Melyet (Döring után) német nyelvből magyarra alkalmaztatott” (1930) is.

## Munkái
- A marosvásárhelyi ref. nemes kollegiumban tanuló ifjúság részéről májusi virágok, melyek gróf Kemény Sámuel tabulae praesesi hivatalában május 1. napján 1816. lett beiktatásakor a tisztelet és háládatosság oltárára hintettek. Marosvásárhely. (Többekkel együtt).
- Útmutatás a deák nyelv tanulására. Melyet (Döring után) német nyelvből magyarra alkalmaztatott. Első folyamat. Előgyakorlások. Uo. 1830. (Ugyanaz. Uo. 1842. II. foly. Képiró Imre munkája).
- Az Isten a törvényt szivünkbe írta bé: előadva egy prédikáczióban, melyet az erdélyi ev. reformátusok Déván tartott közönséges egyházi gyűlések alkalmával a dévai templomban 1830. jún. 19. elmondott. Uo. 1833.
- Néhai Houchard József emléke, halotti beszédben mondotta 1841. szept. 8. Uo. 1843.
- A templom iránti szeretet, előadva templomszentelési beszédben, mellyet 1843-ban jún. 8. Fintaházán elmondott Uo. 1843.
- Felszólítása Marosvásárhely hű polgáraihoz. Uo. 1848. (Reich Károly, Kovács Dániel és Dabóczy Jánossal együtt)
- Egyházi beszéd, mondotta Magyarország alkotmányának visszaállításakor 1867. márcz. 17. Uo.
- ↑ Kibucsúzó és beköszöntő:  Két egyházi beszéd, mondotta 1837. jún. 25. és júl. 16. Uo. 1871.